# 三瓶孝子

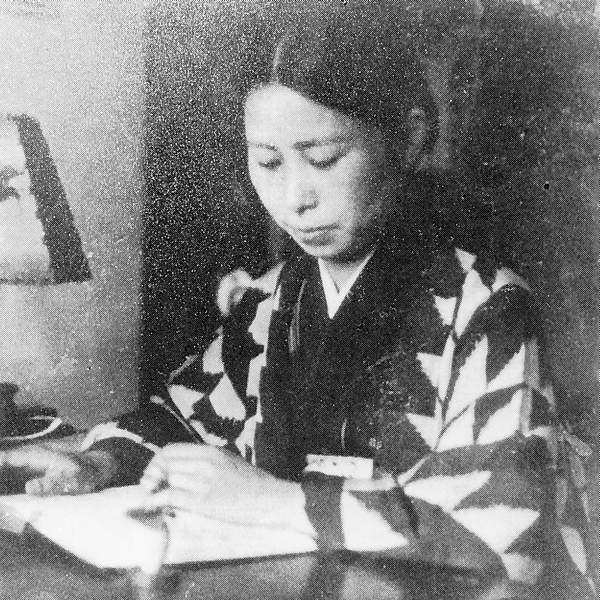
1930年頃

三瓶 孝子（さんぺい こうこ、1905年〈明治38年〉1月30日 - 1978年〈昭和53年〉10月16日）は、日本の経済史学者。

## 経歴
福島県出身。東京女子大学卒。高橋経済研究所研究員となり日本経済史を研究。1939年退所、1940年日本労働科学研究所に入所、農村や工場の実態を調査。1941年女性による初めての経済史研究書『日本綿業発達史』を刊行した。

## 著書
- 『日本綿業発達史』慶応書房、1941 岩崎書店、1947
- 『農村記』慶応書房 1943 ゆまに書房復刊、2004
- 『農家家内諸工業の変遷過程』伊藤書店、1944
- 『もめんの話』岩崎書店、1948
- 『染織史序説』刀江書院、1949
- 『衣生活の歴史』岩崎書店 社会科全書、1952
- 『働く女性の歴史 通史と現状』日本評論新社、1956
- 『日本の女性』編 毎日新聞社 毎日ライブラリー、1957
- 『ある女の半生 嵐と怒濤の時代』三一書房、1958
- 『日本機業史』雄山閣、1961
- 『染織の歴史』至文堂 日本歴史新書、1962